# Hertha Spielberg
Hertha Spielberg (* 21. Januar 1890 in Altona; † 7. November 1977 in Großhansdorf) war eine deutsche Malerin.

## Leben
Hertha Spielberg besuchte die Mädchenschule in Altona; dort lernte sie die spätere Malerin Gertrud Schaeffer kennen.
Sie erhielt ihre malerische Ausbildung, gemeinsam mit ihrer Freundin Gertrud Schaeffer, seit 1909 an der Altonaer Handwerker- und Kunstgewerbeschule und war eine Schülerin von Hans Kolitz (1874–1961), Wilhelm Battermann (1872–1964) und Arthur Illies, der sie in Akt- und Figurenmalerei unterrichtete.
Für die Zeit von 1910 bis 1913 ging sie zum weiteren Studium nach Paris und wurde dort an der Académie de la Grande Chaumière vom spanischen Maler Claudio Casteluccio ausgebildet, der ein eigenes Schüleratelier in Paris-Montparnasse unterhielt. Dieser Maler, der mit seinen spanischen Szenen sowie weiblichen Akt- und Boudoirstudien große Erfolge in Paris erzielt hatte, intensivierte ihr Interesse für Frauenbildnis und -akt. Sie war mit ihm auch freundschaftlich verbunden und trug seinen Ring, den er ihr schenkte, bis zu ihrem Tod.
1913 reiste sie Ende des Jahres, ausgestattet mit einem Empfehlungsschreiben der Hamburger Kunsthalle und mit dem Zeugnis von Claudio Casteluccio, nach Florenz, um Tafelbilder von Sandro Botticelli in den Uffizien zu kopieren. Im Spätsommer 1915 hielt sie sich für einige Monate im Atelier des Fotografen Ernst Hoenisch in Leipzig auf.
1918 kehrte sie nach Hamburg zurück und wohnte mit ihrer Freundin Gertrud Schaeffer in der Rothenbaumchaussee 15 zusammen; zeitweise teilten sie sich die Wohnung auch mit der Malerin Paula Gans und der Fotografin Charlotte Rudolph. Weil sie die Arbeiten ihrer Freundin für bedeutender als ihre eigenen einschätzte, stellte Hertha Spielberg für einige Zeit ihr künstlerisches Schaffen ein.
Beide unternahmen Studienreisen nach Italien, Frankreich, Schweden und in die Niederlande. Mitte der 1920er Jahre trennten sie sich, worauf Hertha Spielberg ihr malerisches Schaffen wieder aufnahm; 1928 war sie noch unter ihrer Anschrift Rothenbaumchaussee 15 gemeldet.
Unterstützung fand sie nun bei ihrer neuen Lebensgefährtin Grete Pogge, die als Studienreferendarin am Helene-Lange-Gymnasium in Hamburg tätig war; dabei wurde immer mehr das Frauenporträt zum zentralen Thema ihres Œuvres. Ab Anfang der 1960er Jahre vollzog sich unter dem Einfluss des Spätwerks von Erich Hartmann, bei dem sie Abendkurse belegt hatte, ein grundsätzlicher Stilwandel.
Sie verstarb in geistiger Umnachtung 87-jährig in einem Pflegeheim.

## Ausstellungen
Hertha Spielberg beteiligte sich unter anderem 1949 an der Ausstellung norddeutscher Künstlerinnen des Deutschen Lyceum-Clubs Hamburg in Konstanz und Zürich sowie an zahlreichen weiteren Ausstellungen der GEDOK und der Gemeinschaft der Künstlerinnen und Kunstfreunde der Ortsgruppe Hamburg sowie an Ausstellungen der Hamburger Künstler im Kunsthaus und in der Patriotischen Gesellschaft.

## Mitgliedschaften
Hertha Spielberg war Mitglied im Bundesverband Bildender Künstlerinnen und Künstler und von 1951 bis 1953 Mitglied der Hamburgischen Künstlerschaft.

## Werke (Auswahl)
- Dame mit schwarzer Kappe[6]
- Weiblicher Akt – stehend[7]